# フィリップ・シュペーナー

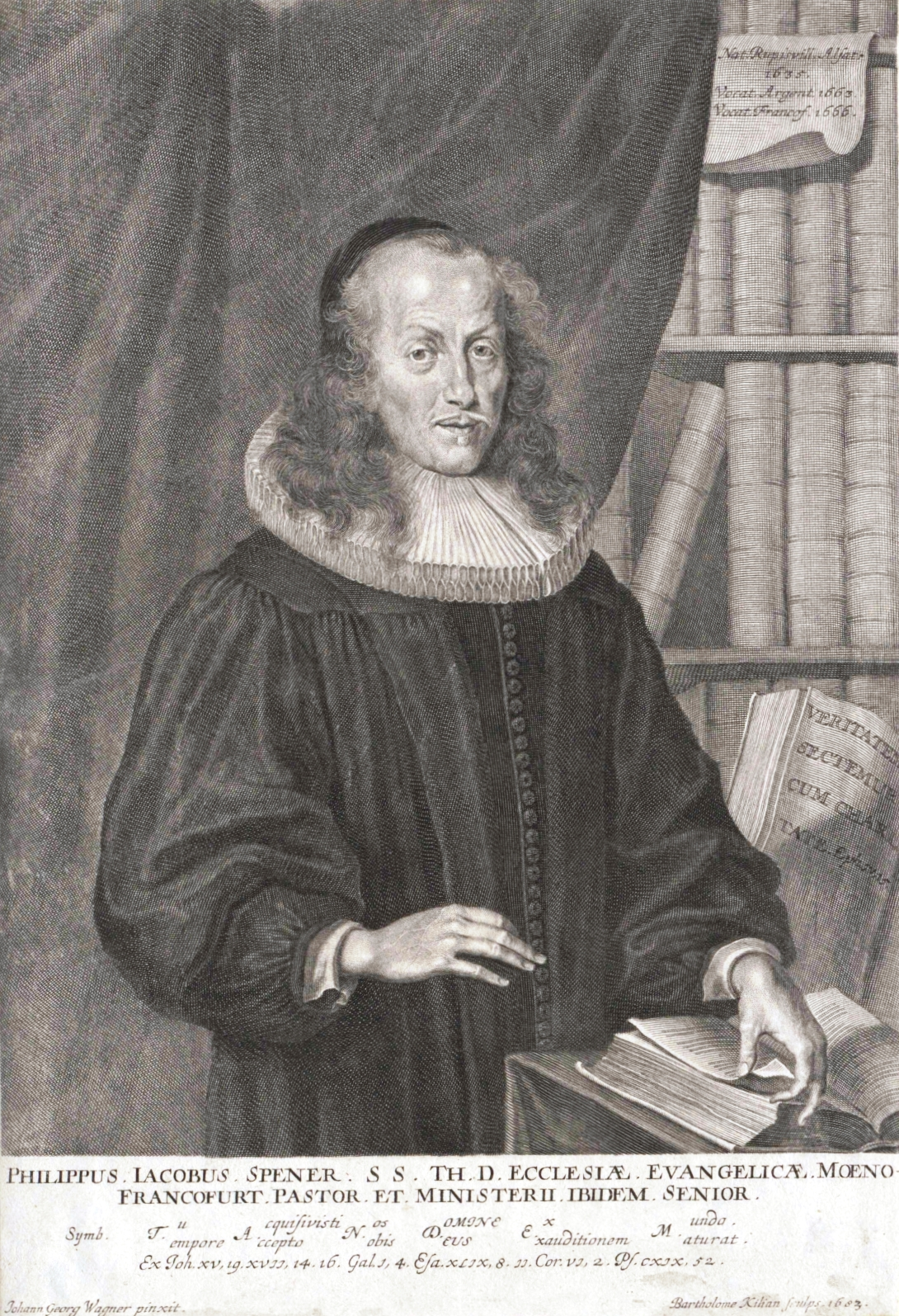
フィーリプ・ヤーコブ・シュペーナー

フィリップ・ヤーコブ・シュペーナー（Philipp Jakob Spener、1635年1月13日 - 1705年2月5日）は、ルター派の牧師、ドイツ敬虔主義の創始者。硬直化した教会を内部から刷新しようとした。

## 生涯
著書「ピア・デシデリア」でグループによる聖書研究、万人祭司主義の実行、個人の回心、説教の改革などを主張して、敬虔主義運動が進められていった。しかし、反対者も多かった。晩年、フランケらの同労者を得て、ハレ大学を中心に、運動を拡大した。

## 神学
1675年に出版した「ピア・デシデリア」で1.聖書、2.万人祭司、3.全人格的信仰、4.敬虔な生活、5.訓練、6.説教について述べた。シュペーナーの聖書観は言語霊感と聖書無謬説である。

## 著書
- 「ピア・デシデリア」Pia desideria（敬虔な望み）1675年（『キリスト教教育宝典5』玉川大学出版部 ISBN 9784472010521 に収録）